# As Mulherzinhas II
As Mulherzinhas II, também conhecido como Wakakusa Monogatari Nan to Jō Sensei (若草物語ナンとジョー先生, "Contos da Jovem Grama: Nan e a Senhorita Jo") é uma série de anime de 1993 baseada em Little Men de Louisa May Alcott, produzido pela Nippon Animation. O título foi tirado de Jo's Boys, da sequência de Little Men.
A série é a sequência de As Mulherzinhas de 1987 do estúdio, uma adaptação do romance Little Women de Louisa May Alcott.
Em Portugal este anime foi emitido pelo canal TVI entre meados de 1995 com dobragem portuguesa.

## Enredo
Josephine March cresceu se tornando uma mulher madura, há cerca de dez anos desde "As Mulherzinhas" e agora está casada com o Professor alemão, Friedrich Bhaer.  Na fazenda Plumfield que a Tia March a tinha deixado, Jo Bhaer estabeleceu uma nova escola para seus dois filhos, Robby e Teddy, sobrinhos e um grupo de crianças órfãs incluindo Nan Harding e um adolescente mal-educado, chamado Dan. Com a experiência da infância e um marido fiel e carinhoso, Jo orienta seus alunos em suas jovens vidas, com canção, música e brincadeiras, as crianças são levadas através das alegrias e tristezas da vida, trabalho e diversão, recompensas e punições, e se envolvem em todos os tipos de travessuras e aventuras.

## Transmissão
As Mulherzinhas II foi ao ar pela Fuji Television dia 17 de Janeiro de 1993 até 19 de Dezembro de 1993 como parte de World Masterpiece Theater da Nippon Animation.

## Música
O tema de abertura ("Ashita mo otenki") foi performado por Akiko Kosaka.
- Japão:
  - (Abertura) "Ashita mo otenki" cantada por Akiko Kosaka.
  - (Encerramento) "Aozora no Ding-Dong" cantada por Kaoru Ito.

## Lista de episódios e a data original de estreia de 1993
1. Bem-vindos à Plumfield (17 de Janeiro)
2. Os rios e os campos são as melhores salas de aula! (24 de Janeiro)
3. Colhendo morangos e a floresta escura (31 de Janeiro)
4. A caixa nomeada (7 de Fevereiro)
5. O desempenho do violinista (14 de Fevereiro)
6. Os negócios de Tommy Bang (21 de Fevereiro)
7. Eu sou Robinson Crusoe (28 de Fevereiro)
8. Primeira vez fazendo tortas de abóbora (7 de Março)
9. Presente para o rei brinquedo (14 de Março)
10. A grande guerra de pijama (21 de Março)
11. A juventude podre da cidade de Dan (18 de Abril)
12. Tempestade de Plumfield (25 de Abril)
13. Duelo! Emil se irrita (2 de Maio)
14. O segredo de Dan e Teddy (9 de Maio)
15. A confusão do botão-de-ouro (23 de Maio)
16. A escola está em chamas! (30 de Maio)
17. Até a próxima, Dan! (6 de Junho)
18. Mãe está aqui (13 de Junho)
19. Bem-vindo à dança(20 de Junho)
20. Se crescer o que devemos ser? (27 de Junho)
21. Por favor, acerte o professor! (11 de Julho)
22. Carta do Sr. Paige (1 de Agosto)
23. O jardim abandonado (8 de Agosto)
24. Com medo de falar livremente (15 de Agosto)
25. O estabelecimento de um museu (22 de Agosto)
26. Eu não sou o ladrão! (29 de Agosto)
27. Amizades quebradas (5 de Setembro)
28. Palavras de explicação (12 de Setembro)
29. Não vou perder para um menino! (19 de Setembro)
30. O som do relógio do casamento (26 de Setembro)
31. A melhor maneira de usar cinco dólares (17 de Outubro)
32. Eu quero ser um médico! (24 de Outubro)
33. Em relação a decisão do pai (31 de Outubro)
34. O embaixador em um dia nevado (7 de Novembro)
35. No meio de uma nevasca (14 de Novembro)
36. Dan procura por um cavalo forte (21 de Novembro)
37. Premonições de ir em uma viagem (28 de Novembro)
38. Decisões de todos (5 de Dezembro)
39. Jo desobedece e anda de bicicleta (12 de Dezembro)
40. Adeus, Plumfield! (19 de Dezembro)

## Dobragem Portuguesa
- Jo/Asia - Susana Morais
- Emile/John Brooke/Silas/Sr. Paige - António Vaz Mendes
- Fritz - Jorge Paupério
- Daisy/Jack/Meg/Rob/Tommy - Raquel Rosmaninho
- Dan/Franz - Raul Constante Pereira
- Demy/Nan/Nat/Teddy - Sissa Afonso
- Estúdio: Somnorte